# Tisanòpters
Els tisanòpters (Thysanoptera) són un ordre de petits insectes neòpters, denominats a vegades trips (paraula derivada de l'anglès, "thrips") o xinxes del mal temps, malgrat no ser autèntiques xinxes (hemípters). Es coneixen més de 6.000 espècies. Solen ser de color marró o negre. La seva alimentació és majoritàriament a base de vegetals. Solen viure a la vegetació, sota les escorces, soterranis, etc., i poden causar danys a les plantes cultivades.

## Morfologia
La seva mida no sobrepassa els 1,5 mm. Tenen un aparell bucal suctor asimètric, mancat de mandíbula dreta; les antenes són curtes; tenen dos ulls composts i tres ocel·les sobre el front en disposició triangular.
Les ales dels tisanòpters són molt característiques, ja que són molt estretes, amb venació reduïda i amb els marges proveïts de llargs pèls, cosa que els dona aspecte plomós; poden estar reduïdes (formes braquípteres) o absents (formes àpteres).

## Biologia i ecologia
El cicle biològic dels tisanòpters és complex. La reproducció pot ser partenogenètica o mitjançant còpula. Algunes espècies segueixen cicles amb els dos tipus de reproducció, amb alternança de generacions 
partenogenètiques i sexuades, comparable als dels àfids.
El desenvolupament postembrionari dels tisanòpters té característiques tant de tipus hemimetàbol com holometàbol, essent un cas únic entre els insectes; els joves acabats de néixer s'assemblen als adults, però abans de madurar hi ha una pupa inactiva semblant a la dels insectes holometàbols.
La majoria són fitòfags, però no s'alimenten de saba; dissolen els teixits vegetals amb la seva saliva i després els succionen amb el seu bec. Poden causar danys a les plantes, en especial a les gramínies i són vectors d'espores de fongs, bacteris i virus vegetals. També poden alimentar-se de pol·len. Algunes espècies són omnívores o fins i tot carnívores.

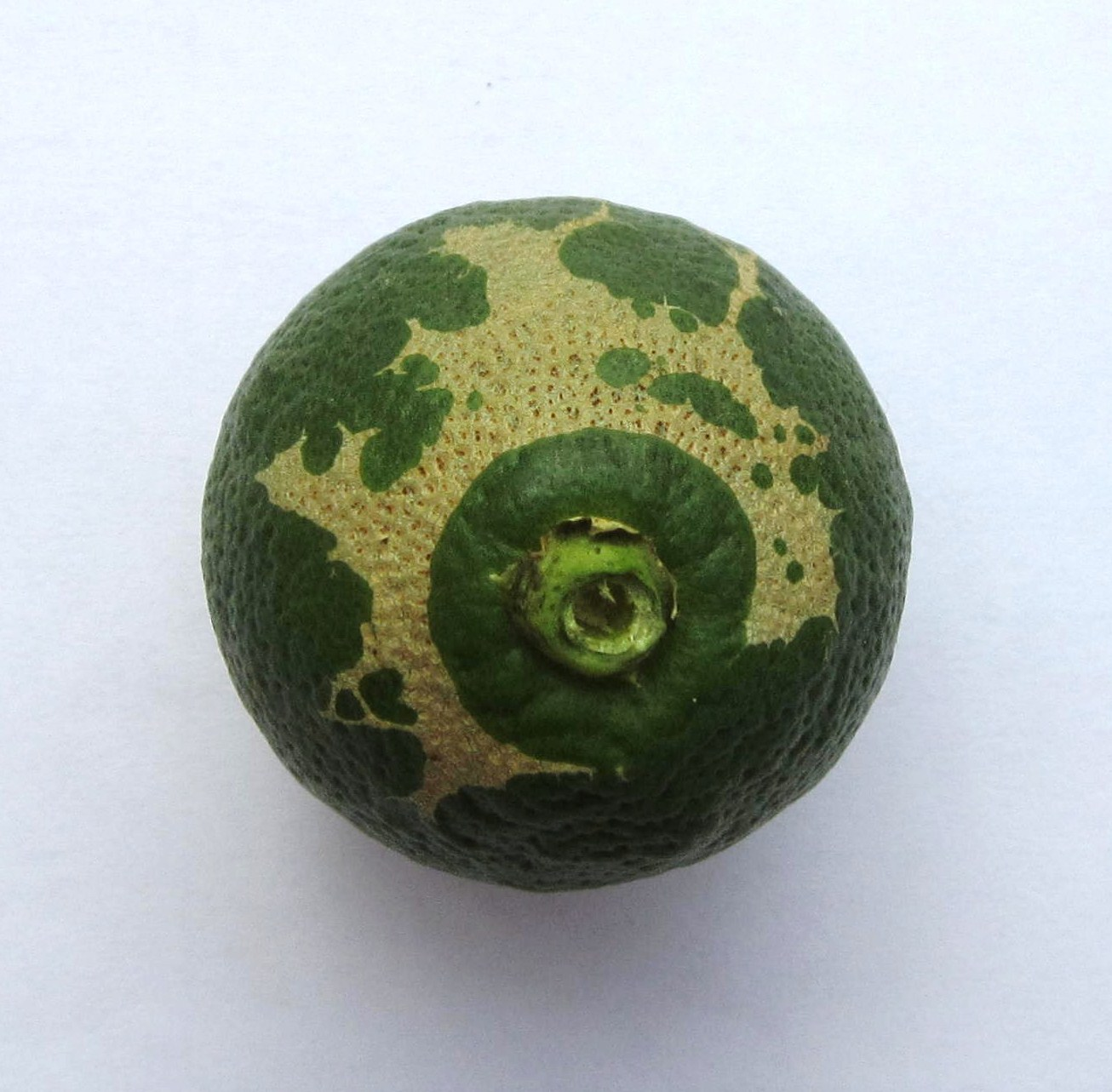
Mal produït per trip en taronja.

## Subordres
- Terebrantia. Es caracteritzen per tenir ovipositor (aparell per a pondre ous) ben desenvolupat. Les ales anteriors tenen una vena longitudinal que assoleix l'extrem de l'ala.
- Tubulifera. No presenta ovipositor. Les seves ales no presenta venes o com molt una vena vestigial d'escassa longitud.